# 위례초등학교 (충남)
위례초등학교는 대한민국 충청남도 천안시 동남구에 있는 공립 초등학교이다.

## 학교 연혁
- 1951년 10월 5일: 개교
- 1985년 3월 1일: 병설유치원 개원
- 1996년 3월 1일: 위례초등학교로 개칭
- 2017년 2월 9일: 제66회 졸업식
- 2017년 3월 2일: 6학급 편성, 병설유치원 1학급

## 참고 자료
- 위례초등학교 - 한국교육학술정보원 학교알리미